# Liboré Zarma
Liboré Zarma (auch: Liboré Djerma) ist ein Dorf in der Landgemeinde Liboré in Niger.

## Geographie
Das von einem traditionellen Ortsvorsteher (chef traditionnel) geleitete Dorf befindet sich rund drei Kilometer nördlich des Hauptorts Liboré der gleichnamigen Landgemeinde, die zum Departement Kollo in der Region Tillabéri gehört. Zu den Siedlungen in der näheren Umgebung von Liboré Zarma zählen Bangoubanda im Südwesten und Kouara Koukou im Westen.
Liboré Zarma ist Teil der Übergangszone zwischen Sahel und Sudan. Die durchschnittliche jährliche Niederschlagsmenge beträgt hier zwischen 500 und 600 mm. Beim Dorf verlaufen mehrere Trockentäler (koris).

## Geschichte
Während der französischen Kolonialzeit wurde Liboré Zarma, das die ethnische Gruppe der Zarma im Namen trägt, zum Sitz des Kantonschefs von Liboré, eines Mannes namens Hima Hamma. Entweder 1946 oder 1947 verließ ein großer Teil der Einwohner das Dorf und ließ sich in Tonko Bangou am Fluss Niger nieder. Dafür werden unterschiedliche Gründe angegeben, darunter Konflikte mit dem Kantonschef und die schlechte Wasserversorgung.
Bei einer Untersuchung im Jahr 1983 waren in den Dörfern Liboré Zarma, Bangoubanda und Korozé 79 Prozent von 217 Kindern im Alter von 10 bis 14 Jahren an Schistosomiasis erkrankt. In allen Altersgruppen betrug die Infektionsrate 57 Prozent bei 1238 untersuchten Personen. Laut einer Erhebung vom September 2022 lebten in Liboré Zarma 350 interne Vertriebene aus 50 Haushalten.

## Bevölkerung
Bei der Volkszählung 2012 hatte Liboré Zarma 827 Einwohner, die in 100 Haushalten lebten. Bei der Volkszählung 2001 betrug die Einwohnerzahl 561 in 70 Haushalten und bei der Volkszählung 1988 belief sich die Einwohnerzahl auf 431 in 69 Haushalten.

## Wirtschaft und Infrastruktur
Es gibt eine Grundschule im Dorf. Diese war in den 1970er Jahren an einem groß angelegten Schulfernsehen-Projekt beteiligt, aus dem das erste nationale Fernsehprogramm der staatlichen Rundfunkanstalt ORTN hervorging.